# Marché international du film d'animation d'Annecy
Le Marché international du film d'animation d'Annecy (MIFA ou Mifa), créé en 1986, se déroule au début du mois de juin dans la ville d'Annecy, en Haute-Savoie. L'événement a lieu pendant la semaine du Festival international du film d'animation. La Cité de l'image en mouvement d'Annecy (CITIA) est la structure organisatrice du Festival et du Marché.

## Principe
Ce marché permet de favoriser les rencontres entre les décideurs sur les coproductions, acquisitions ou financement de programmes, et les réalisateurs de contenus, et de s'informer sur l'actualité et les évolutions de l'industrie.
Pour les recruteurs, cela leur permet de compléter leurs équipes. Pour les candidats, cela leur permet de postuler, d'obtenir d'éventuels rendez-vous avec les plus grands studios d'animation et de présenter leurs références.

## Historique
En 1983, les prémices d'un marché du film apparaissent. En 1985, la première édition du Marché international du film d'animation (Mifa) est co-organisée. Pour Jack Lang, ministre de la culture nommé en 1981, ce marché répond « à la nécessité d'envisager aujourd'hui l'évolution de ce secteur dans son ensemble et plus particulièrement dans ses aspects économiques ».
Ce marché présente une complémentarité par rapport au Festival international du film d'animation d'Annecy, créé dès 1960 et concomitant :  il permet aux réalisateurs des films présentés en sélection officielle de rencontrer plus facilement des distributeurs.
Le Mifa connaît une  croissance jusqu’en 2001. À partir de 1998, il adopte un rythme annuel, et ceci pour faciliter son organisation et renforcer son importance pour les professionnels.
De 2001 à 2004, une réduction du nombre de journalistes accrédités et des participants est constatée, une évolution inquiétante qui menace un moment son maintien. Grâce notamment à un regain d’intérêt de la part des professionnels d’Amérique du Nord et aux cinématographies d’animation émergentes (en Asie notamment), il est à nouveau en croissance,.